# Lalánc

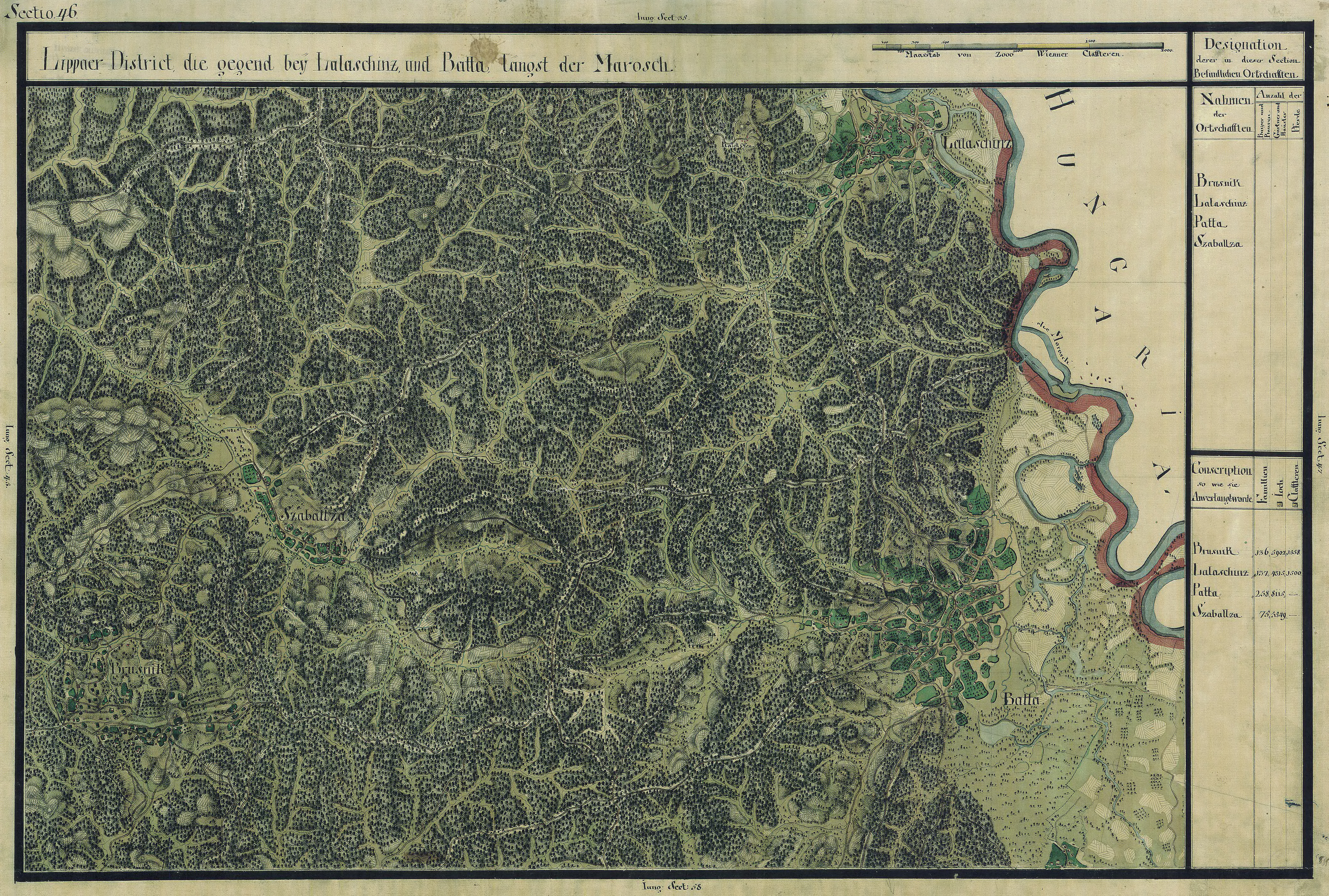
Lalánc egy régi térképen

Lalánc (Lalașinț), település Romániában, a Partiumban, Arad megyében.

## Fekvése
Lippától keletre fekvő település.

## Története
Lalánc nevét 1585-ben említette először oklevél Lalosch néven. 1596-ban Lalesocz, 1717-ben Lalesincz, 1808-ban Lalasincz, Lalashince, 1913-ban Lalánc néven írták.
1910-ben 1291 lakosából 1268 román, 14 német, 9 magyar  volt. Ebből 1253 görögkeleti ortodox, 14 izraelita volt.
A trianoni békeszerződés előtt Krassó-Szörény vármegye Marosi járásához tartozott.